# Shin Megami Tensei: Devil Survivor
 (mars 2017).
Si vous disposez d'ouvrages ou d'articles de référence ou si vous connaissez des sites web de qualité traitant du thème abordé ici, merci de compléter l'article en donnant les références utiles à sa vérifiabilité et en les liant à la section « Notes et références ».
Shin Megami Tensei: Devil Survivor est un jeu vidéo de rôle tactique développé et édité par Atlus, sorti sur Nintendo DS en 2009. Le jeu fait partie de la série Shin Megami Tensei.
Il a fait l'objet en 2011 d'un portage sur Nintendo 3DS sous le titre Shin Megami Tensei: Devil Survivor - Overclocked.
Il a pour suite Shin Megami Tensei: Devil Survivor 2.

## Histoire

### Synopsis
L'histoire commence alors que Naoya, cousin du personnage principal, donne à celui-ci et à deux de ses amis, un COMPs, soit une console de jeu portable. Il apparait bien vite que ces COMPs ne sont pas des consoles ordinaires : en effet, un programme, Devil survivor, y a été ajouté par Naoya. Ce programme permet au personnage principal et à ses deux amis, Atsuro et Yuzu, d'invoquer des démons afin de leur permettre de survivre.
Peu après, la ville de Tokyo est bouclée. La raison : une fuite de gaz dans les souterrains. Ce n'est pourtant qu'une excuse donnée par le gouvernement pour faire face à cette invasion. N'ayant donc que pour aide que, leur COMPs, Naoya, qui leur envoie des mails, différents programmes, ainsi que d'étranges messages annonçant à l'avance ce qui va se passer au cours de la journée, les héros doivent survivre dans le chaos qu'est devenue la ville de Tokyo, complètement coupée du monde extérieur.
Dans ce jeu, plusieurs scénarios de fin sont possibles.

### Personnages
- Le héros : Il ne possède pas de nom, c'est le joueur qui décide de son nom. Âgé de 17 ans, il est en seconde année de lycée. Il est le cousin de Naoya. Contrairement aux autres personnages du jeu, son évolution n'est pas automatique: le joueur peut choisir de quelle façon il décide de répartir les points gagnés en montant de niveau, lui permettant de l'adapter au style de jeu souhaité.
- Atsuro Kihara : Meilleur ami et camarade de classe du héros, aussi âgé de 17 ans. Il souhaite devenir programmeur. Il a connu son cousin avant de rencontrer celui-ci. Il est l'un des informateurs les plus importants du groupe, en raison de sa passion pour tout ce qui touche aux nouvelles technologies, et donne souvent de précieuses indications aux héros. Son évolution en fait un personnage très puissant en termes d'attaques physiques, au détriment de ses capacités magiques.
- Yuzu Tanikawa : Amie d'enfance du héros, 17 ans. Ils vont aussi à l'école ensemble. Son évolution la place comme quelqu'un de basé sur l'offensive magique, au détriment de ses capacités en termes d'offensive physique, parmi les plus faibles du jeu.
- Naoya (son nom de famille est le même que le héros) : Cousin du héros, il est âgé de 24 ans. Il vit avec ce dernier depuis la mort de ses parents, il y a de cela plusieurs années. Considéré comme un programmeur de génie par un grand nombre de ses pairs, il a de nombreux fans, dont Atsuro, et il semble au courant de beaucoup de choses en lien avec les démons. Il est l'un des principaux responsables de la situation dans laquelle se sont retrouvés les personnages.
- Amane Kuzuryu: âgée de 16 ans, elle est la prêtresse du culte Shomonkai, ainsi que la fille du fondateur du culte. Selon les choix effectués au cours du jeu, elle peut choisir de rejoindre le groupe au jour 7. Elle constitue par ailleurs un renfort de choix, étant la meilleure magicienne du groupe, sa magie étant encore plus puissante que celle de Yuzu.
- Midori Komaki: âgée de 15 ans, elle est connue sur le net en tant que cosplayeuse sous le pseudonyme de "Dolly". Présente à Tokyo en raison d'une convention, elle se retrouve coincée à la suite du blocus. Elle possède une personnalité assez simple, centrée autour des notions de Justice et d'Amour. Cela vient du fait que sa mère est morte jeune, si bien que son père lui a raconté un grand nombre d'histoires avec des héroïnes magiciennes en insistant sur l'importance d'être juste et d'aimer son prochain.
- Keisuke : âgé de 17 ans, c'est un ancien camarade de classe d'Atsuro. Jadis grand défenseur des faibles, il semble avoir sombré dans l'apathie et le fatalisme.
- Aya : une chanteuse de J-Rock indépendant à la mode. Ses chansons véhiculent une rage de vivre qui lui a valu une grande notoriété, mais les démons semblent s'intéresser à ses chansons pour des raisons plus mystérieuses.
- Eiji : le patron d'un bar végétarien, surnommé Gin. Très protecteur et posé, il est toujours prêt à apporter son aide aux héros. Il est très opposé au Shomonkaï.
- Kaido : un jeune délinquant, chef d'un gang nommé les Daemons. De nature colérique, il voit le blocus et l'invasion des démons comme l'occasion de devenir plus fort.
- Shoji : une journaliste d'investigation. Son point de vue sur l'évolution de la situation à Tokyo est toujours très pessimiste. Les informations qu'elle transmet au groupe permettent d'accéder à des fins différentes.
- Mari : une infirmière très douce et compassée. Elle fait de son mieux pour que les habitants de Tokyo ne cèdent pas à la violence.
- Izuna : une capitaine de la section d'élite de l'armée japonaise. Elle est chargée par ses supérieurs, en compagnie de son supérieur Fushimi, d'empêcher toute entrée ou sortie de la région de Yamanote.
- Honda : un homme d'affaires apparemment sans histoires qui se retrouve coincé à Yamanote à la suite de l'explosion. Comme son fils est gravement malade, il cherche tous les moyens possibles pour quitter la région de Yamanote et regagner son chevet.

## Système de jeu

### Généralités
Le système du jeu consiste à alterner l'exploration de la ville de Tokyo et les combats semi-tactiques. Durant l'exploration, le joueur peut se rendre à différents lieux et entamer des dialogues lui faisant perdre plus ou moins de temps. Selon le personnage à qui il s'adresse et ses réponses aux QCM, le déroulement et surtout les dénouements possibles de l'histoire seront plus ou moins différent.
Lors des combats, le joueur peut choisir jusqu'à 4 équipes à placer sur le terrain. Ensuite, les actions (déplacement, scènes de combats) se passent au tour par tour. 
Lors d'un combat contre une équipe adverse, le joueur peut voir de quelle façon les différents types d'attaques font des dégâts chez l'ennemi. 
Il existe plusieurs types de dommages: 
- Wk, pour Weak (faible) en anglais, le personnage qui subit une attaque dont l'élément de l'attaque correspond à une faiblesse se verra infliger plus de dommages qu'à la normale,
- --, qui correspond à un niveau de dommage normal,
- St, pour Strong (fort), moins de dégâts sont infligés par une attaque dont l'élément est le même que celui dont la résistance est forte,
- Dr, pour Drain, signifiant que le personnage absorbe les dégâts des attaques de cet élément et se régénère,
- Nu, pour Nullify, qui signifie que le personnage est insensible à ce genre de dommages,
- Rp, pour Repel, les attaques sont alors réfléchies et renvoyées à l'attaquant, en plus de ne rien infliger à la cible.

Utiliser la faiblesse d'un ennemi permet parfois de gagner des Extra Turns, une action supplémentaire pendant un affrontement, et de l'enlever à l'ennemi attaqué.
Attaquer la résistance d'un ennemi peut lui donner un Extra Turn.
Le gameplay du jeu est assez similaire à celui de Valkyrie Profile: Covenant of the Plume.

### Death Clock
Une des notions importantes de Devil Survivor est la Death Clock, ou Horloge de Mort. En effet, ceux qui obtiennent un COMP et sont les leaders d'un groupe (ou sont seuls, ce qui est la même chose), peuvent voir un chiffre au-dessus de la tête des gens, compris entre 0 et 9. Ce chiffre correspond au temps restant à la personne à vivre, indiqué en jours (s'il lui reste plus de 9 jours, aucun chiffre n'apparaît). Ce chiffre n'est néanmoins pas absolu, car selon les actions de la personne il peut augmenter ou diminuer. Ainsi, comprendre la cause de la mort peut permettre de prévenir celle-ci, et il s'agit de l'un des buts principaux du jeu: éviter que son personnage ne meure.

### Macca et Devil Auction
En gagnant des combats, le groupe gagne du Macca, qui est l'argent du jeu. Celui-ci peut ensuite servir dans la Devil Auction (l'enchère aux démons) à acheter de nouveaux démons plus puissants. La Devil Auction est assez similaire à une enchère, puisque pour l'achat d'un même démon, plusieurs personnes sont en compétition avec le joueur. Celui-ci doit faire la valeur la plus élevée possible dans le temps imparti, en sachant que les autres enchéreurs peuvent également effectuer une enchère plus élevée que le joueur s'il reste du temps. Il est également possible, si le joueur ne désire pas prendre de risque quant à l'acquisition d'un démon, d'effectuer une enchère de valeur très supérieure à celles des autres acquéreurs, qui les laissera "sonnés" et se conclura par une victoire automatique.
De plus, il y a plusieurs niveaux d'enchères, débloquables en fonction du nombre de Macca total dépensé.Le premier niveau est disponible automatiquement, tandis que les autres doivent être débloqués en achetant un grand nombre de démons.

### Cathedral of Shadows
La cathédrale des ombres permet de créer de nouveaux démons en fusionnant deux ou plus des démons déjà présents dans l'équipe du joueur. Le démon ainsi obtenu est généralement plus puissant, et hérite de certaines des capacités de ses "parents".

## Accueil
- 1UP.com : A-[1]
- Famitsu : 33/40[2]
- GameSpot : 9/10[3],[4]
- IGN : 8,7/10 (DS)[5] - 7,5 (3DS)[6]